# RLUG
RLUG este acronimul Romanian Linux Users Group (Grupul Utilizatorilor Români de Linux). RLUG este o organizație neoficială ce are ca scop promovarea sistemelor de operare bazate pe Linux și UNIX și a software-ului liber și Open Source (OSS) în România. 
În acest moment, RLUG este cea mai mare comunitate Linux din România, cu peste 2000 de membri. 
RLUG oferă în mod gratuit ajutor utilizatorilor Linux/UNIX/OSS prin intermediul listelor de discuții dedicate, canalelor IRC și mirror-urilor locale de distribuții Linux, BSD și software. Comunitatea este susținută de membrii săi (prin hardware, donații financiare, servicii) și de doi dintre cei mai mari ISP din România, iNES și GTS.